# Wyżnia Przełęcz pod Kopą
Wyżnia Przełęcz pod Kopą (słow. Predné Kopské sedlo, niem. Vorderer Kopper Pass, Weißseesattel, Schächtenpass, Schächtensattel, węg. Elülső-Kopa-hágó, Fehér-tavi-nyereg, 1778 m) – szeroka, trawiasta przełęcz na północno-wschodnim krańcu Tatr Wysokich. Wspólnie z Niżnią Przełęczą pod Kopą (Kopské sedlo, 1750 m) i Pośrednią Przełęczą pod Kopą (Zadné Kopské sedlo, ok. 1770 m) tworzy szerokie obniżenie Przełęczy pod Kopą.
W przeciwieństwie do Niżniej i Pośredniej, Wyżnia Przełęcz pod Kopą nie leży w grani głównej Tatr, lecz w bocznym grzbiecie Bielskiej Kopy, którą oddziela od Koperszadzkiej Grani. Grzbiet ten łączy się z główną granią ok. 100 m na południe od Pośredniej Przełęczy pod Kopą. Najbliższym wzniesieniem w Koperszadzkiej Grani jest Koperszadzki Zwornik – niższy wierzchołek Koperszadzkiej Czuby. Bielska Kopa góruje bezpośrednio na zachód od Wyżniej Przełęczy pod Kopą. Pomiędzy Wyżnią, Pośrednią i Niżnią Przełęczą pod Kopą rozciąga się trawiasta ubocz nazywana Koperszadzką Płaśnią (Kopská pláň).
Przez przełęcz Niżnią i Wyżnią poprowadzono znakowany szlak turystyczny, łączący Dolinę Zadnich Koperszadów (Zadné Meďodoly, odgałęzienie Doliny Jaworowej) z Doliną Białych Stawów (dolina Bielych plies, odgałęzienie Doliny Kieżmarskiej). Sama Wyżnia Przełęcz pod Kopą oddziela od siebie Dolinę Białych Stawów na południu oraz Dolinę Przednich Koperszadów (Predné Meďodoly) na północy. Na Wyżniej Przełęczy pod Kopą stoi drewniany stół z ławami.
Nazwa przełęczy pochodzi od Bielskiej Kopy. Przejście przez siodło było znane od bardzo dawna i używane przez pasterzy.

## Szlaki turystyczne
– niebieski szlak z Doliny Białych Stawów przez Wyżnią Przełęcz pod Kopą na Przełęcz pod Kopą, stąd Doliną Zadnich Koperszadów i Doliną Jaworową do Jaworzyny Tatrzańskiej.
- Czas przejścia znad Wielkiego Białego Stawu na przełęcz: 45 min, ↓ 35 min
- Czas przejścia z przełęczy do Jaworzyny Tatrzańskiej: 2:30 h, ↑ 3 h

  – czerwony szlak (kontynuacja Magistrali Tatrzańskiej) z Doliny Białych Stawów przez Wyżnią Przełęcz pod Kopą na Przełęcz pod Kopą, następnie przez Szalony Przechód i Szeroką Przełęcz Bielską do Zdziaru.
- Czas przejścia znad Wielkiego Białego Stawu na Przełęcz pod Kopą: 45 min, ↓ 35 min
- Czas przejścia z Przełęczy pod Kopą do Zdziaru: 3:30 h, ↑ 4 h

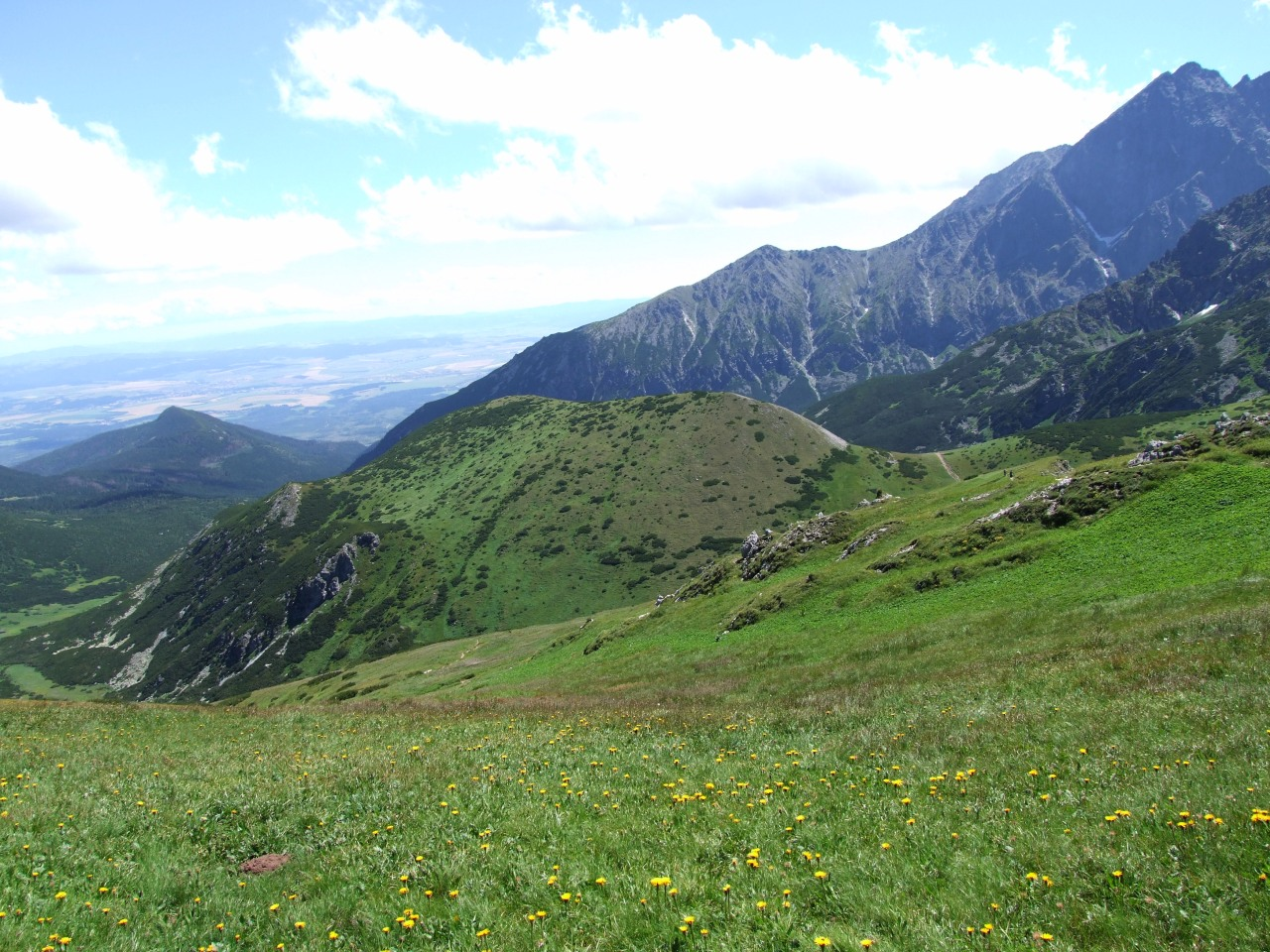
Bielska Kopa i Wyżnia Przełęcz pod Kopą po jej prawej stronie